# 刘雨 (1938年)
刘雨（1938年10月26日—2020年2月26日），字忠诚，吉林集安人，中国古文字学家，青铜器研究专家，故宫博物院古器物部原主任。

## 生平
1958年毕业于北京101中学。1963年毕业于北京大学中文系，入中山大学古文字研究室，师从容庚、商承祚攻读研究生。1978年后，进入中国社会科学院考古研究所工作，历任助理研究员、副研究员、研究员。1993年获国务院政府特殊津贴。1997年开始担任故宫博物院古器物部主任。2001年退休后被故宫博物院返聘为研究馆员、学术委员、院刊编委。2020年2月26日在北京逝世，终年81岁。

## 出版物
- 刘雨 (编). . 中华书局. 1989年4月. ISBN 9787101005523.
- 刘雨; 卢岩 (编). . 中华书局. 2002年9月. ISBN 9787101027327.
- 刘雨; 汪涛. . 上海辞书出版社. 2007年10月. ISBN 9787532621309.
- 刘雨. . 紫禁城出版社. 2008年5月. ISBN 9787800476013.
- 刘雨; 沈丁; 卢岩; 王文亮 (编). . 中华书局. 2009年1月. ISBN 9787101032161.
- 刘雨; 严志斌 (编). . 中华书局. 2010年2月. ISBN 9787101065404.